# منطقة مليحة
منطقة مليحة تبعد حوالي 20 كم من جنوب مدينة الذيد، وعلى بعد 50 كم شرق مدينة الشارقة، وتعتبر مليحة من المدن المهمة التي تعود بداية تأسيسها إلى القرن الثالث ق.م، وتوسعت وازدهرت خلال الفترة المعروفة بالفترة الهلنستية واستمرت حتى القرن الرابع الميلادي، كما تشير إلى ذلك المكتشفات الأثرية في هذا الموقع، وتقع قرية مليحة في «وادي العجمان».

## تاريخ مملكة مليحة

### منطقة مليحة الأثرية
كشفت التنقيبات التي جرت في مليحة منذ بداية السبعينات من القرن الماضي وجود مدينة مهمة تضم أبنية إدارية وحصوناً كبيرة، ومدافن تذكارية وحارات سكنية ومقابر دفنت فيها الجمال والخيول إلى جانب أصحابها وسكت عملتها المحلية فيها، ويبدو أن المدينة كانت مركزاً مهماً في شبه الجزيرة العربية في التجارة العالمية التي تربط أقطار حوض البحر الأبيض المتوسط مع أقطار المحيط الهندي وكذلك مع وادي الرافدين. وكذلك فإن مملكة مليحة عثر فيها على شواهد قبور كتبت بالخط المسند الجنوبي وكذلك تم العثور على كتابات آرامية مهمة.
وأشارت اللقى الأثرية المكتشفة في مليحة إلى استيراد فخاريات وبضائع أخرى من وادي الرافدين وشمال الجزيرة العربية واليمن وجزيرة رودس الإغريقية وكذلك من فخاريات رومانية واختام ن مصر.
وفي مليحة تم اكتشاف أبنية مدنية ومقابر خصصت للبشر ومدافن خصصت للجمال والخيول وهي اقدم من الناحية المعمارية من المقابر التي اكتشفت مدائن صالح وكذلك في موقع الفاو في المملكة العربية السعودية أو البتراء في الأردن.
وبالإضافة إلى معدن الحديد الذي استعمل بكثرة في هذا العصر عرف أهل مليحة ضرب العملة على الطريقة الإغريقية والتي تحمل رسم رأس هرقل، واكتشفت بين أغراضهم بعض النصوص الكتابية القصيرة، وهي أما بالآرامية أو بلغة أهل جنوب الجزيرة العربية.
وفي مليحة تم العثور على جانب واحد من قالب من الحجر استعمل لضرب العملة يمثل رأس هرقل. ومستوطنة مملكة مليحة التي اكتشفت في العام 1973 عبارة عن مدينة صغيرة تضم قصراً وحصنا ومباني سكنية ومقبرة وورش صناعية للعظام والمعادن.